# Ervin Zukanović
Ervin Zukanović est un footballeur international bosnien né le 11 février 1987 à Sarajevo. Il joue actuellement au Fatih Karagümrük.